# ブラック・サタデー (1983年)
ブラック・サタデー（英語: Black Saturday、1983年9月24日）は英領香港における金融危機であり、この日に香港ドルの為替レートが1米ドル＝9.6香港ドルという史上最安値を記録した。香港では為替レートの乱高下により品物の値段が一時米ドルで表記された。

## 歴史
1974年11月から1983年10月まで、香港ドルは変動相場制を採用していた。しかし、イギリスの首相マーガレット・サッチャーが香港返還をめぐって北京で中国と交渉したことにより消費意欲が降下をはじめ、また英中共同声明の交渉が停滞したことも悲観的な態度を引き起こした。やがてこれらの要因が1983年9月24日の「ブラック・サタデー」につながり、香港ドル、銀行などの金融界も巻き込んだ危機に拡大した。10月17日に香港政庁がドルペッグ制の採用を決定すると、危機が収束した。